# Corsa del XX settembre 1925
La Corsa del XX settembre 1925, già Roma-Napoli-Roma, ventesima edizione della corsa, si svolse il 20 settembre 1925 su un percorso di 299 km. La vittoria fu appannaggio dell'italiano Costante Girardengo, che completò il percorso in 12h28'45", precedendo i connazionali Gaetano Belloni e Adriano Zanaga.

## Ordine d'arrivo (Top 10)
| Pos. | Corridore           | Squadra         | Tempo     |
| ---- | ------------------- | --------------- | --------- |
| 1    | Costante Girardengo | Wolsit-Pirelli  | 12h28'45" |
| 2    | Gaetano Belloni     | Wolsit-Pirelli  | s.t.      |
| 3    | Adriano Zanaga      | Ideor           | s.t.      |
| 4    | Nello Ciaccheri     | Legnano-Pirelli | s.t.      |
| 5    | Gianbattista Gilli  | -               | a 48"     |
| 6    | Arturo Bresciani    | Bianchi         | a 1'12"   |
| 7    | Emilio Petiva       | -               | a 1'32"   |
| 8    | Romolo Lazzaretti   | Météore-Wolber  | a 1'37"   |
| 9    | Angelo Verona       | -               | a 2'42"   |
| 10   | Federico Gay        | Météore-Wolber  | a 3'12"   |